# Slobodan Jovanović
Slobodan Jovanović (Újvidék, 1869. december 3. – London, 1958. december 12.) Szerbia egyik legtermékenyebb tollú műkritikusa volt, valamint történész, szociológus, újságíró, ügyvéd, politikus, jugoszláv miniszterelnök. Megkülönböztette egy jellemzően tiszta és éles írásmód, melyet később belgrádi-stílusnak neveztek műkritikus kortársai: Jovan Skerlić, Bogdan Popović, Pavle Popović és Branko Lazarević. A társadalmi és politikai nézeteiben liberális, Jugoszláviában az alkotmányjoggal kapcsolatban a legnagyobb szaktudása volt, a szerb prózai stílus egyik mestere, s majdnem félévszázadon át a szerb értelmiség egy vezetője. 1890-ben jogból doktorált Genfben, 1905-1941 között a Belgrádi Egyetem jogászprofesszora, a második világháború alatt – száműzetésben – politikus, miniszterelnök volt.

## Életrajz
Tanulmányait kitűnő eredménnyel végezte Belgrádban, Münchenben, Zürichben és Genfben. 1890-1892 között posztgraduális képzésen vett részt alkotmányjogból és politikatudományokból Párizsban, mielőtt belépett volna a szerb külügyi szolgálatba. 1893-ban kinevezték attasénak az isztambuli szerb követségre, ahol két évig szolgált. Ebben az időben kezdett írni és az irodalomkritikai cikkeit publikálni, később az akadémiai és irodalmi tevékenység miatt otthagyta a diplomáciai szolgálatot. 1897-ben kinevezték professzornak a Belgrádi Egyetem Jogi Karára. Több mint négy évtizeden át tanított a jogi karon, ahol hírnevet szerzett az alkotmányjog, valamint a szerb nyelv és irodalom legjobb ismerőjeként. A Belgrádi Egyetemen rektor lett kevéssé 1939-es nyugdíjazása előtt.

## Fordítás
- Ez a szócikk részben vagy egészben  a   Slobodan Jovanović című angol Wikipédia-szócikk fordításán alapul.  Az eredeti cikk szerkesztőit annak laptörténete sorolja fel. Ez a jelzés csupán a megfogalmazás eredetét és a szerzői jogokat jelzi, nem szolgál a cikkben szereplő információk forrásmegjelöléseként.